# Каммерсрор
Каммерсрор (нем. Kammersrohr) — коммуна в Швейцарии, в кантоне Золотурн. 
Входит в состав округа Леберн. Население составляет 40 человек (на 31 декабря 2007 года). Официальный код — 2549.